# Distrito de San Jerónimo (Andahuaylas)
El Distrito de San Jerónimo  es uno de los 19 distritos de la Provincia de Andahuaylas  ubicada en el departamento de Apurímac, bajo la administración del Gobierno regional de Apurímac, en el sur del Perú.
Desde el punto de vista jerárquico de la Iglesia católica forma parte de la diócesis de Abancay la cual, a su vez, pertenece a la Arquidiócesis del Cuzco.

## Historia
El distrito fue creado el 21 de junio de 1825, por el libertador José de San Martín. Tiene una población aproximada de 15.750 habitantes, se encuentra a solo 2 kilómetros de la capital de la provincia, Andahuaylas. Se encuentra a una altitud de 2965 metros sobre el nivel del mar.
La fecha de su fundación se esclareció en el año 2009 mediante una comisión investigadora que con instrumentos adecuados determinó después de análisis sustentatorios la fecha real de su fundación, en años pasados los festejos de su aniversario coincidían con las celebraciones del distrito de Talavera de la Reyna y la provincia de Andahuaylas.
Según investigación en los archivos del Congreso de la República y otros centros culturales e históricos al alcance, no existe ningún documento que demuestre que San Jerónimo fue oficialmente creado en la época Republicana (21 de junio de 1825); hay indicios que señalan la fundación en la época del Coloniaje su fundador fuera Francisco Pizarro con presencia y anuencia del Jefe Chanka Huasco entre los años 1533 y 1539 luego de la fundación de Talavera de la Reyna y Andahuaylas , este hecho se sustenta en la cronología de la presencia española en nuestra tierra (Libro de actas del secretario de Pizarro, Pedro Sancho de la Hoz), que en el caso de San Jerónimo, posiblemente fue fundada con la categoría de parroquia y que al comienzo de la República pasaron a ser distritos.
Es así que luego de haberse realizado la investigación los antecedentes históricos revelan que el nombre de este distrito llamado San Jerónimo provienen de: San Jerónimo quien fue el mayor Doctor de la iglesia, quien a la vez es el patrono de este distrito, las celebraciones religiosas del patrón San Jerónimo se efectúan cada 30 de septiembre convirtiendo en la fecha más apropiada por temas históricos, culturales y religiosos para las celebraciones del distrito.
A partir del año 2009 se oficializó como día central del Distrito de San jerónimo el 30 de septiembre celebrándose el 476 aniversario de fundación española

## Lugares de interés
La ciudad posee atractivos turísticos que valen la pena ser visitados, como por ejemplo la Plaza de Armas, el Bosque de Ccoyahuacho, Ñawinpuquio, El Paraíso, el Río Chumbao, los Once Perdidos y el Peñón del Águila, además de tener un paisaje notable.

### La Plaza de armas
En el centro se encuentra labrado el monumento de Anccohuayllo, considerado como uno de los más grandes héroes de la cultura Chanca, el cual se encuentra mirando hacia el este, símbolo del anhelo de los Chankas de conquistar a los Incas. Se pueden observar también árboles de regular tamaño, en la que destaca la qeñua que se encargan de poner un toque natural. Alrededor de la plaza se ubican algunas de las construcciones más importantes como la municipalidad, el templo que data de la época colonial y la torre de la campana.

### El bosque de Coyahuacho
Se encuentra a 5 kilómetros al sureste de la ciudad. Está poblado en su gran mayoría por gigantescos árboles de eucalipto, que llegan a tener una altura de 40 metros. También encontramos pinos, alisos, capulies y cipreses. Tiene una extensión aproximada de 35 hectáreas.

### Los Once Perdidos
Su principal atractivo es una cascada de 30 metros de altura. El agua que fluye por este paradisíaco lugar proviene de un manantial ubicado en las alturas del distrito. Además el lugar está rodeado de abundante vegetación y pampas cubiertas de un pasto muy verde. Y lo más importante de este lugar es la gran abundancia del jugosísimos capulíes, que es fruto típico del árbol de capulí de esta zona.

### El peñón del águila
Se encuentra a dos kilómetros al norte de la ciudad en el lugar denominado huasipara (casa de la lluvia). Es un lugar muy atractivo para un día de campo. No existe carretera para llegar y la única forma de hacerlo es caminando, lo cual convierte a este lugar en el preferido para realizar deportes de aventura. Se puede encontrar un peñón gigantesco que tiene un abismo de 200 metros de profundidad, en el cual abundan los nidos de águilas. Es un buen lugar para practicar la escalada.
En este lugar existen dos cerros divididos por un río; que en la actualidad ya no fluye agua.
A este lugar se le puede considerar como el cementerio de los Chankas, mas no así un poblado, ya que cuando uno se interna en cualesquiera de las tantas cuevas existentes en este lugar, solo puede encontrar pedazos de artesanía (huacos), telares, instrumentos de su labor cotidiana, ya sea en la casa y de la chacra (la puchca, piruros, el choccche, la tipina y entre otros) también se puede observar los telares ya deteriorados por los años. Y osamentas de las personas que habitaron estos lares.
Gracias al estudio de este lugar, se pudo determinar que este lugar fue un cementerio por todo lo encontrado y no un poblado como muchos afirman; ya que si fuese así hubiesen vestigios de construcción alguna.

## Centros poblados
1. Lliupapuquio
2. Ancatira
3. Champaccocha
4. Totoral
5. Poltoccsa
6. Choccecancha.

## Población
Según el censo de 2007, cuenta con 2 410 habitantes.

## Capital
Su capital es San Jerónimo.

## Superficie
El distrito tiene un área de 97,79 km².

## Autoridades

### Municipales
- 2023-
  - Alcalde: Sabino Arcángel Portillo Quispe
  - Regidores: Carmen Vargas Huallpa, Jorge Llacua Huaman, Genoveva Vazques Torres, Yuver Huaman Quispe, Zenobia Dionisia Polanco de Chiclla.

- 2019-2022

- - Alcalde: Percy Godoy
  - Regidores: Prof(a). Sandra Rivas Medina, Sr. Raul Contreras Yauris, Sr. Camilo Carrion Altamirano, Sr. Javier Quispe Benites, Sr. Yuber Pichihua Pérez, Sr. Genaro Ccorisoncco Quispe, Srta. Estefany Altamirano Altamirano.

- 2015-2018

- - Alcalde: Henry Palomino Rincón
  - Regidores: Med. Uriel Eustaquio Vásquez Chahuillco  Sr. Leopoldo Pichihua Rivera  Sr. Leonardo Atao Quispe  Prof. Deisy Ofelia Cárdenas Carrión  Sr. Nazario Roger Quispe Maucaylle  Sr. Yober Maucaylle Guzman  Sr. Mario Maucaylle Quispe

- 2011-2014[3]
  - Alcalde: Marcelo Quispe Pérez, del Movimiento Independiente Regional Apurímac Unido (APU).
  - Regidores: José Quispe Huaman (APU), Julián Vásquez Orosco (APU), Lourdes Janet Berrocal Vargas (APU), Elida Quispe Quispe (APU), Aydeé Ñacari Aguilar (Llapanchik).
- 2007-2010
  - Alcalde: Oscar David Rojas Palomino.

## Festividades
- Febrero: Carnavales.
- Junio: Señor de la Exaltación.